# Saison 22 de Doctor Who, première série
Chronologie
Saison 21 Saison 23
Cet article présente les épisodes de la vingt-deuxième saison de la première série de la série télévisée Doctor Who. Il s'agit de la première saison à avoir des épisodes de 45 min au lieu d'épisodes de 25 min.

## Distribution

### Acteurs principaux de la saison
- Colin Baker : Sixième Docteur
- Nicola Bryant : Peri Brown

### Acteurs récurrents et invités
- Anthony Ainley : Le Maître (épisode 3)
- Kate O’Mara : La Rani (épisode 3)
- Patrick Troughton : Deuxième Docteur (épisode 4)
- Frazer Hines : Jamie McCrimmon (épisode 4)

## Liste des épisodes
| N° de l'épisode | Part. | Titre original                        | Scénario          | Réalisation      | Première diffusion au Royaume-Uni           | Code | Audience (en millions) |
| --------------- | ----- | ------------------------------------- | ----------------- | ---------------- | ------------------------------------------- | ---- | ---------------------- |
| 137             | 1     | Attack of the Cybermen (2 épisodes)   | Paula Moore       | Matthew Robinson | 5 janvier 1985 12 janvier 1985              | 6T   | 8,9 7,2                |
| 138             | 2     | Vengeance on Varos (2 épisodes)       | Philip Martin     | Ron Jones        | 19 janvier 1985 26 janvier 1985             | 6V   | 7,2 7                  |
| 139             | 3     | The Mark of the Rani (2 épisodes)     | Pip et Jane Baker | Sarah Hellings   | 2 février 1985 9 février 1985               | 6X   | 6,3 7,3                |
| 140             | 4     | The Two Doctors (3 épisodes)          | Robert Holmes     | Peter Moffatt    | 16 février 1985 23 février 1985 2 mars 1985 | 6W   | 6,6 6 6,9              |
| 141             | 5     | Timelash (2 épisodes)                 | Glen McCoy        | Pennant Roberts  | 9 mars 1985 16 mars 1985                    | 6Y   | 6,7 7,4                |
| 142             | 6     | Revelation of the Daleks (2 épisodes) | Eric Saward       | Graeme Harper    | 23 mars 1985 30 mars 1985                   | 6Z   | 7,4 7,7                |